# María Luz Cancina
María Luz Cancina (Unquillo, Córdoba, Argentina, 21 de enero de 1992) es una futbolista y periodista argentina. Juega para el Inter Panamá de la Primera División de Panamá.
Fue futbolista de Talleres durante diez años, uno de los períodos más largos en la historia del club.

## Trayectoria
Cancina comenzó a jugar en Talleres en 2012, cuando se formó la división femenina del club, bajo el nombre de Las Matadoras. Mientras defendía los colores del club también ejerció como periodista. Egresó del Colegio Universitario de Periodismo en 2013 y se diplomó en Gerenciamiento y Profesionalización Deportiva en la Universidad Siglo 21 en 2015. En el equipo cordobés es considerada una referente.
Tras la desafiliación de Talleres de la Liga Cordobesa de Fútbol, y luego de diez años en el club, Cancina parte hacia Panamá para sumarse al Club Atlético Independiente de La Chorrera en 2021. Desde 2022, defiende los colores del Inter Panamá.

## Clubes
| Club         | País      | Año           |
| ------------ | --------- | ------------- |
| Talleres     | Argentina | 2012-2021     |
| CAI          | Panamá    | 2021          |
| Inter Panamá | Panamá    | 2022-presente |